# MSC Euribia
MSC Euribia — пятое и последнее круизное судно класса Meraviglia итальянской компании MSC Cruises. Второе по размерам и использующее сжиженный природный газ (СПГ) судно в компании. Первое и единственное судно компании с корпусом, художественно расписанным рисунками. Построено в 2023 году французской компанией STX France на верфи Chantiers de l’Atlantique в городе Сен-Назер. Ходит под флагом Мальты. Эксплуатируется в Европе в бассейнах Средиземного и Северного морей и в Персидском заливе.

## История
Изначально по проекту Vista STX France были сооружены четыре суда, в т.ч. два судна меньшей размерности класса Meraviglia и два судна увеличенного модернизированного класса Meraviglia Plus. Судно MSC Euribia стало пятым в классе с ещё более увеличенной массой и вместимостью и переходом на работу на СПГ.
Первая резка стали для корпуса состоялась 28 июня 2021 года. 
Корпус и киль были заложены 2 декабря 2021 года.
Машинное отделение было построено в 2021 году на верфи Crist в Гдыне в Польше.
Спущено на воду 17 июня 2022 года.
Сдано заказчику 31 мая 2023 года.
Церемония имянаречения в честь древнегреческой богини морской силы Еврибии и морского крещения с участием Софи Лорен состоялась 8 июня 2023 года в Копенгагене.
С 10 июня 2023 года начаты регулярные круизы.

## Характеристики

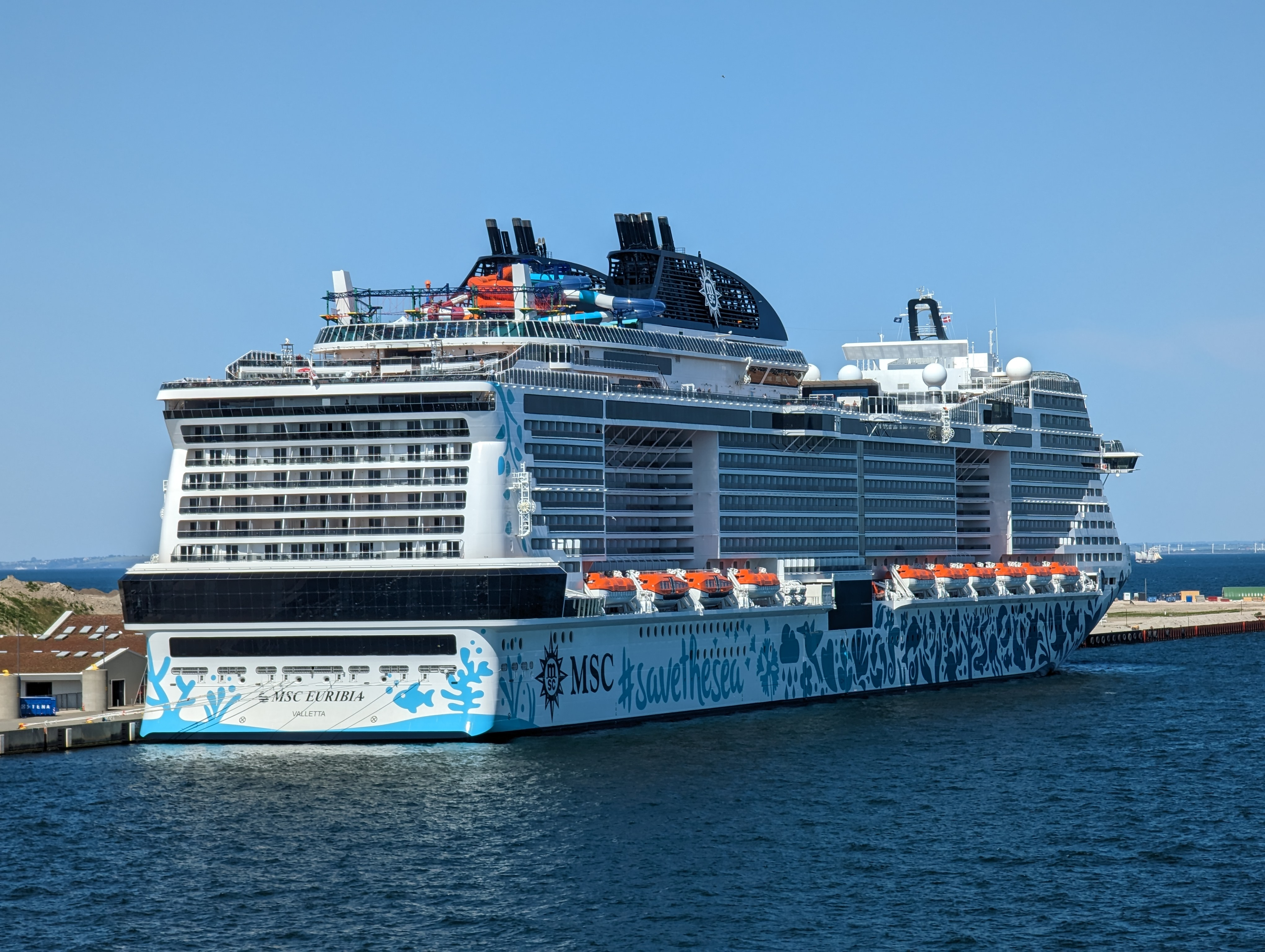
Вид на корму

Судно имеет водоизмещение 184 011 тонн, 331 метр длины, 43 метра ширины и 65 метров высоты. Рассчитано до 6327 пассажиров в 2419 каютах и 1711 членов экипажа. Имеет максимальную скорость 22,3 узлов.
Двухтопливная движительная установка с четырьмя двигателями может работать как на дизельном топливе, так и на СПГ с выделением на 30—80% меньшего количества загрязняющих и парниковых оксидных газов. Также на корабле инновационно применена передовая система очистки сточных вод по самым жёстким экологическим стандартам.
Судно имеет 19 (в т.ч. 14 пассажирских) палуб, 112-метровый двухъярусный внутренний променад-«улицу» со светодиодным потолком-«небом», 4-уровневый атриум с лестницами Сваровски, панорамные лифты, театр, концертный зал, казино, музей, симуляторы «Формулы-1», аквапарк, пять бассейнов, восемь джакузи, спа-центр, 10 ресторанов и кафе, 21 баров и лаунджей, другие общественные места для развлечений, отдыха, спорта и шоппинга. 
Корпус судна согласно итогам проведённого конкурса с хэштегом #savethesea на лучший экстерьер расписан рисунками об экосистеме немецким художником Алексом Флемигом по теме Save the Seas, отражающей экологический курс MSC Cruises на заботу о Мировом океане. В интерьерах судна также отражена тематика морских обитателей и растительности.